# Langues luzon centrales
Les langues luzon centrales sont un des sous-groupes des langues philippines, un des rameaux de la branche malayo-polynésienne des langues austronésiennes. 
Ces langues sont parlées aux Philippines.

## Classification

Les langues philippines, entourées en bleu

Blust (1991) inclut les langues philippines suivantes dans le sous-groupe luzon central :
- kapampangan
- bolinao
- sambal de Botolan
- sambal de Santa Cruz
- sambal de kakilingan
- sambal de Tina
- ambala
- sinauna
- ayta de Magbukun, ou de Magbeken
- ayta de de Mag-Anchi
- langues mangyanes du Nord
  - alangan
  - iraya
  - tadyawan

Les langues mangyanes du Nord forment un ensemble différent des langues mangyanes du Sud, qui font partie des langues grandes philippines centrales.